# Anolis trinitatis
Espèce
Synonymes
- Dactyloa trinitatis (Reinhardt & Lütken, 1862)
- Anolis vincenti Garman, 1887

Anolis trinitatis est une espèce de sauriens de la famille des Dactyloidae.

## Répartition
Cette espèce se rencontre à Saint-Vincent et à Sainte-Lucie.
Elle a été introduite à la Trinité.

## Publication originale
- Reinhardt & Lütken, 1862 "1861" : Bidrag til Kundskab om Brasiliens Padder og Krybdyr. Förste Afdeling Paddern og Oglerne. Videnskabelige meddelelser fra den Naturhistoriske forening i Kjöbenhavn, vol. 1861, no 10/15, p. 143-242 (texte intégral).